# Palazzo Versace

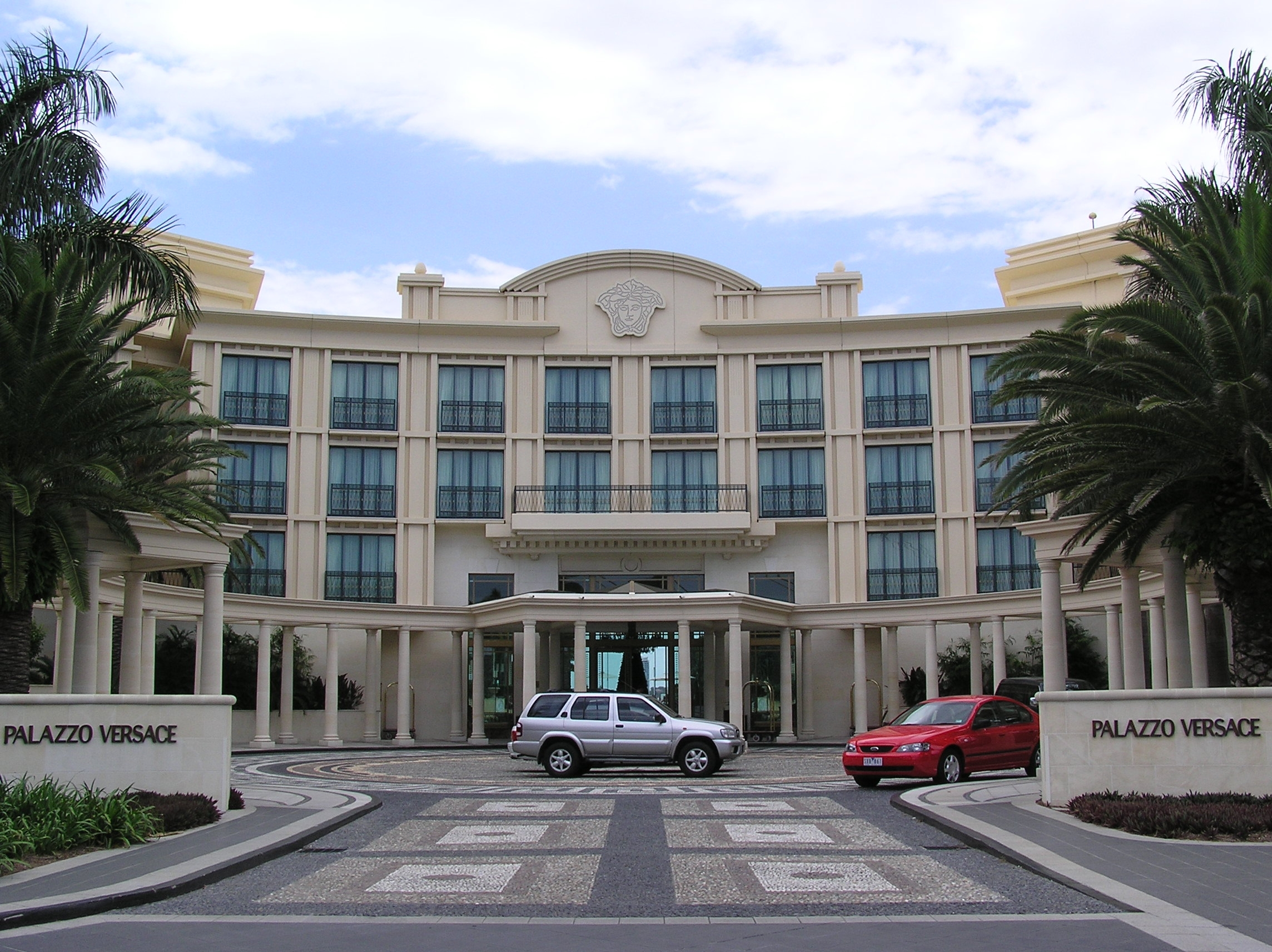
Fachada do hotel.

Palazzo Versace é um hotel de luxo da companhia australiana Sunland Group Ltd em associação com Emirates Investments Group Australia Pty Ltd, levando o nome e parceria da Versace, de Gianni Versace, situado em Queensland, Austrália. 